# Rzęgnowo
Rzęgnowo – wieś sołecka w Polsce położona w województwie mazowieckim, w powiecie mławskim, w gminie Dzierzgowo.
| SIMC    | Nazwa    | Rodzaj     |
| ------- | -------- | ---------- |
| 0114330 | Kostusin | przysiółek |

Wierni Kościoła rzymskokatolickiego należą do parafii św. Macieja w Pawłowie Kościelnym.
W latach 1975–1998 miejscowość administracyjnie należała do województwa ciechanowskiego.